# Kanton Saint-Fulgent
Saint-Fulgent is een voormalig kanton van het departement Vendée in Frankrijk. Het kanton maakte deel uit van het arrondissement La Roche-sur-Yon. Het werd opgeheven bij decreet van 17 februari 2014 met uitwerking op 22 maart 2015. Alle gemeenten werden toegevoegd aan het kanton Montaigu-Vendée.

## Gemeenten
Het kanton Saint-Fulgent omvatte de volgende gemeenten:
- Bazoges-en-Paillers
- Les Brouzils
- Chauché
- Chavagnes-en-Paillers
- La Copechagnière
- La Rabatelière
- Saint-André-Goule-d'Oie
- Saint-Fulgent (hoofdplaats)